# Темистокъл
Темистокъл (на старогръцки: Θεμιστοκλῆς, Themistokles) е атински държавник и пълководец, роден към 524 г. пр. Хр. Той е от новата вълна политици неаристократи, които се издигат в ранните години на атинската демокрация. Играе основна роля за изграждането на атинската флота и победата на гърците в битката при Саламин.

## Биография
Темистокъл е син на Неокъл от стария знатен род Ликомиди (Lykomidai), жречески род, провеждащ мистерии във Флия. Майка му е „чуждоземка“ (не е гражданка на Атина) от тракийски или от карийски произход.
Става архонт през 493 г. пр. Хр. Като влиятелен политически водач между 490 и 480 г. пр. Хр. той създава атинския морски флот, като съоръжава пристанищата на Пирея и построява триери от приходите на среброносните мини в Лаврион. През 482 г. пр. Хр. отстранява с остракизъм съперника си Аристид. При второто персийско нашествие убеждава атиняните да напуснат града и предвожда обединената гръцка флота против персийската флота на великия цар Ксеркс I в битката при Саламин в 480 г. пр. Хр. Започва строежа на Дългите стени между Пирея и Атина. Сам осъден на остракизъм през 471 г. пр. Хр. след конфликт с Кимон, той влиза в заговор с Павзаний. Замесен в съдебно преследване срещу Павзаний, бяга при новия персийски цар Артаксеркс I, който го приема великодушно. Става негов сатрап на Лампсак, Миос и Магнезия на Меандър. Умира в Магнезия през 459 г. пр. Хр.

## Други
- В Успоредни животописи Плутарх описва живота на Темистокъл наред с този на Марк Фурий Камил.